# 卡尔-古斯塔夫·罗斯贝奖章
卡尔-古斯塔夫·罗斯贝奖章（英語：Carl-Gustaf Rossby Research Medal）是国际大气科学界的最高荣誉，用现代气象学和海洋學的开拓者卡尔-古斯塔夫·罗斯贝的名字命名，每年由美国气象学会颁发，授予一名气象学家。

## 先前名稱
該獎項最早稱為Award for Extraordinary Scientific Achievement。1958年改名為The Carl-Gustaf Rossby Award for Extraordinary Scientific Achievement，1963年改為今名。

## 歷年得主
- 1951年：赫德·柯提斯·威爾利特（英语：Hurd Curtis Willett）
- 1953年：卡尔-古斯塔夫·罗斯贝
- 1955年：傑羅姆·納米亞斯（英语：Jerome Namias）
- 1956年：約翰·馮·諾伊曼
- 1960年：雅各布·皮耶克尼斯與埃里克·帕爾門（英语：Erik Palmén）
- 1961年：維克多·P·史塔爾（英语：Victor P. Starr）
- 1962年：伯恩哈德·豪爾維茨（英语：Bernhard Haurwitz）
- 1963年：哈里·韦克斯勒，追授
- 1964年：儒勒·格雷戈里·查尼
- 1965年：昂特·埃利艾森
- 1966年：茲德涅克·西克（英语：Zdeněk Sekera）
- 1967年：戴夫·富爾茲（英语：Dave Fultz (meteorologist)）
- 1968年：維爾納·索米
- 1969年：愛德華·諾頓·勞侖次
- 1970年：郭曉嵐
- 1971年：諾曼·A·菲利浦斯（英语：Norman A. Phillips）
- 1972年：约瑟夫·斯马格林斯基（英语：Joseph Smagorinsky）
- 1973年：克里斯蒂安·E·榮格（Christian E. Junge）
- 1974年：海因茨·H·勒托（Heinz H. Lettau）
- 1975年：查爾斯·普利斯特里（英语：Charles Priestley (meteorologist)）
- 1976年：漢斯·A·帕諾夫斯基（Hans A. Panofsky）
- 1977年：荒川昭夫（英语：Akio Arakawa）
- 1978年：詹姆斯·W·迪爾多夫（James W. Deardorff）
- 1979年：赫爾伯特·里爾（英语：Herbert Riehl）
- 1980年：肖恩·A·特沃米（Sean A. Twomey）
- 1981年：小羅斯科·R·布拉罕（Roscoe R. Braham, Jr.）
- 1982年：小塞西爾·E·利斯（Cecil E. Leith, Jr.）
- 1983年：乔安妮·辛普森（英语：Joanne Simpson）
- 1984年：伯特·布林（英语：Bert Bolin）
- 1985年：T·N·克里希納穆提（英语：T. N. Krishnamurti）
- 1986年：道格拉斯·K·利利（Douglas K. Lilly）
- 1987年：邁克爾·E·麥金泰爾（英语：Michael E. McIntyre）
- 1988年：布萊恩·霍斯金斯（英语：Brian Hoskins）
- 1989年：理查德·J·里德（Richard J. Reed）
- 1990年：耶魯·明茨（Yale Mintz）
- 1991年：都田菊郎
- 1992年：真鍋淑郎
- 1993年：約翰·邁克爾·瓦拉斯（英语：John Michael Wallace）
- 1994年：傑瑞·D·馬爾曼（英语：Jerry D. Mahlman）
- 1995年：切斯特·W·牛頓（Chester W. Newton）
- 1996年：大衛·阿特拉斯（英语：David Atlas）
- 1997年：罗伯特·E·迪金森
- 1998年：巴里·薩茲曼（Barry Saltzman）
- 1999年：松野太郎（英语：Taroh Matsuno）
- 2000年：蘇珊·所羅門（英语：Susan Solomon）
- 2001年：詹姆斯·R·霍爾頓（英语：James R. Holton）
- 2002年：維拉布哈德蘭·拉馬納森（英语：Veerabhadran Ramanathan）
- 2003年：基思·布朗寧（英语：Keith Browning）
- 2004年：彼得·J·韋伯斯特（英语：Peter J. Webster）
- 2005年：賈格迪什·舒克拉（英语：Jagadish Shukla）
- 2006年：羅伯特·胡茲（英语：Robert Houze）
- 2007年：克里·伊曼纽尔
- 2008年：艾薩克·赫爾德（英语：Isaac Held）
- 2009年：詹姆斯·漢森
- 2010年：蒂姆·帕尔默
- 2011年：約瑟夫·B·克萊普（英语：Joseph B. Klemp）
- 2012年：約翰·C·懷恩加爾德（John C. Wyngaard）
- 2013年：丹尼斯·L·哈特曼（英语：Dennis L. Hartmann）
- 2014年：欧文·B·图恩
- 2015年：王斌（英语：Bin Wang (meteorologist)）
- 2016年：愛德華·J·齊普瑟（Edward J. Zipser）
- 2017年：理查德·羅圖諾（Richard Rotunno）
- 2018年：廖国男
- 2019年：馮又嫦
- 2020年：茱莉亞·斯林戈（英语：Julia Slingo）
- 2021年：大衛·巴蒂斯蒂
- 2022年：文卡塔查蘭·拉馬斯瓦米（英语：Venkatachalam Ramaswamy）
- 2023年：布魯斯·阿爾布雷希特（Bruce Albrecht）
- 2024年：班傑明·D·桑特（英语：Benjamin D. Santer）
- 2025年：格雷姆·史蒂芬斯（英语：Graeme Stephens）

## 外部連結
- 美國氣象學會 （页面存档备份，存于）可看到歷年得主